# Capsicum schottianum
Capsicum schottianum es una especie del género Capsicum de las solanáceas, originaria del sureste de Brasil y noreste de Argentina donde se encuentra silvestre.
Fue descrito por vez primera por el botánico Otto Sendtner.

## Características
Las plantas de C.schottianum suelen crecer a gran tamaño (más de 3 m); los tricomas son escasos; el cáliz es sin dientes o con pequeños dientes; la flor es erguida y geniculado en la antesis; la corola es de color blanco con manchas verdosas o amarillentas en la garganta y en los lóbulos, a veces con manchas rojas purpúreas en la parte distal de los lóbulos.

## Distribución
Parte meridional de Suramérica, en el sureste de Brasil, este de Paraguay y norte de Argentina.
El C.schottianum tiene un cultivo generalizado, con diferencias morfológicas significativas de área a área.

## Taxonomía
Capsicum schottianum fue descrita por Otto Sendtner y publicada en Flora Brasiliensis, 10: 143. 1846. (Fl. Bras.)
Citología
- El número cromosómico del género Capsicum es de 2n=24, pero hay algunas especies silvestres con 26 cromosomas entre ellas C. schottianum,[8] donde consecuentemente n = x = 13 (Moscone et al. 1993)[6]

Etimología
Capsicum: neologismo botánico moderno que deriva del vocablo latino capsŭla, ae, ‘caja’, ‘cápsula’, ‘arconcito’, diminutivo de capsa, -ae, del griego χάψα, con el mismo sentido, en alusión al fruto, que es un envoltorio casi vacío. En realidad, el fruto es una baya y no una cápsula en el sentido botánico del término.
schottianum: epíteto latino, el nombre del epíteto honra la memoria del botánico austríaco Heinrich Wilhelm Schott (1794-1865).
Variedades aceptadas
Sinonimia
- Capsicum flexuosum[12]
- C schottianum var flexuosum[13]